# Захоплення Негропонте (1470)
Захоплення Негропонте — захоплення венеційської Негропонтської сеньйорії, що складалась з міста Негропонте і однойменного острова (сучасні місто Халкіда і острів Евбея в Греції) османською армією на чолі з султаном Мехмедом II Завойовником, що відбулось в 1470 році під час Першої османсько-венеційської війни. Облога міста Негропонте тривала майже місяць і, незважаючи на великі османські втрати, закінчилася завоюванням міста та всього острова, що призвело до ліквідації Сеньйорії і включення її території до земель Османської імперії.

## Передумови
Османи вперше захопили і пограбували належне венеційцям місто Негропонте (сучасна Халкіда) в 1414 році, але в наступному році слабкий османський флот зазнав нищівної поразки від венеційської флотилії в битві при Галліполі.
До 1460 року Османська імперія захопила залишки візантійських та латинських володінь у Мореї. Єдиними територіями на Пелопоннесі, що ще не потрапили під владу османів, залишились низка фортець та володінь Венеційської республіки. Конфлікти, що почалися в цьому регіоні між османами та венеційцями восени 1462 року, призвели до оголошення 28 липня 1463 року Першої османсько-венеційської війни.
У той час, як султан Мехмет Завойовник на чолі головних османських сил в 1464—1466 роках займався захопленнями в Боснії і Албанії, війнами з Угорським королівством на заході і з Караманідами на сході, боротьба з Венецією в Мореї на Пелопоннесі спочатку велася регіональними османськими арміями і командирами. Тим не менш османські війська в 1463 році прорвали венеційські укріплення Гексаміліон на Коринфському перешийку і відвоювали Аргос, завдали важких поразок Венеції в битвах при Патрах і Каламаті в 1464 році, а також звільнили від недовготривалої венеційської облоги Афіни. Натомість у 1465—1469 рр. венеційці напали на Патри, Енос і Імброс (Гекчеада) та захопили Воніцу в гирлі Амбракійської затоки.
Переконавшись, що він усунув головні небезпеки на заході та на сході, у 1470 році султан Мехмет Фатіх вирішив особисто взяти участь у довготривалій війні з Венецією. Він спрямував свою увагу на Негропонтську сеньйорію на острові Евбея, найбільші за розміром венеційські володіння у Греції.

## Початок експедиції
Османський флот з приблизно 300 кораблями на чолі з Махмуд-пашею Ангеловичем вийшов з Дарданелл в Егейське море 3 червня 1470 року. Флот складався зі 108 галер, решта кораблів представляли собою невеликі допоміжні і транспортні засоби. 5 червня османи захопили Імброс, з 8 по 12 червня пограбували Лімнос, і 13 червня напали на Скірос, де вирішили не втрачати час на облогу, переконавшись що місцевий замок добре укріплений. 14 червня весь флот увійшов у протоку між островом Евбея і материком, обійшовши мис Доро, Мантело і Карісто на півдні острова Евбея. Велі Махмуд-паша висадив війська на Евбею і захопив на ній фортецю Стіра, а 15 червня весь флот почав висаджувати війська в районі Міллемози, навпроти фортеці Негропонте, щоб організувати її облогу.

## Облога
Облога Негропонте офіційно почалася 18 червня, з прибуттям головної армії на чолі з Мехметом Завойовником. Оскільки місто Негропонте розташовувалось на острові, облога міста здійснювалась як з самого острова, так і з території Пелопонесу, для чого через було споруджено понтонний міст. «Флот із 300 вітрил висадив армію з 70 000 бійців, щоб взяти в облогу стародавню Халкіду, у той час як султан збудував понтонний міст з ще 70 000 здійснював облогу з материка». Паоло Еріццо, венеційський байло (губернатор) міста Негропонте зверхньо відкинув пропозицію османів про капітуляцію і 25 червня османська артилерія почала активний обстріл фортеці. В той же час 2000 османських вершників були переправлені на острів і почали систематичні напади на його поселення.

## Відступ венеційського флоту
На чолі флоту, посланого з Венеції на допомогу Негропонте, стояв патрицій Ніколо Канале, якого описували як «людину літератури, а не війни, освічену людину, яка читає книги, а не керує морськими справами». Флот Канале складався з 53 галер і 18 менших кораблів і був приблизно в п'ять разів менше за османський флот, що брав участь в облозі.
Після трьох тижнів плавання Канале прибув до місця облоги, але не наважився напасти на османів. Канале міг би прорвати облогу, якби він напав і зруйнував понтонний міст, споруджений османами зі своїх кораблів між материком і Негропонте. Вітер і течія працювали на його користь, венеційська ескадра наближалась до місця подій зі швидкістю 15 вузлів (28 км/год), але у вирішальний момент у Канале не витримали нерви і він відступив.
Канале відійшов до Самофракії, звідки запросив додаткову допомогу і, не отримавши її, вирішив повернутись зі своїм флотом до Венеції за день до падіння Негропонте.

## Падіння Негропонте
Після того, як три османських атаки — 27 червня, 30 червня та 5 липня були відбиті захисниками, гарнізон завдяки гінцям, які перетнули турецьку лінію, зміг надіслати повідомлення до Канале з проханням допомоги, але венеційський флот не ризикнув прийти їм на допомогу.
Тим часом, хоча четверта атака 8 липня була відбита, венеційський гарнізон, який зазнав значних втрат, утримував позиції з останніх сил. 11 липня Мехмед Завойовник висадив на берег усі свої війська для загального нападу і віддав наказ про вирішальний штурм 12 липня. Того ж дня венеційський спротив рішуче придушили, й османська армія увірвалась до фортеці.

## Наслідки
Оскільки місто відмовилося здатися й здобуто «мечем», згідно з традиціями того часу османські війська отримали три дні на пограбування міста. Чоловіків-християн убили, жінок і дітей поневолили, а італійських солдатів стратили. Понад 6000 італійців і греків загинули на захисті Негропонте. Задокументовано, що лише 30 вцілілим вдалося повернутися до Венеції, з них 15 жінок, 12 дітей і 3 чоловіки.
Існують різні легенди, згідно з якими командир венеційського гарнізону, байло Паоло Еріццо, був розпиляний османами навпіл. З іншого боку, в'язень облоги Джованні Марія Анджолелло стверджує, що Паоло Еріццо загинув у першій атаці: «Паоло Еріццо, байло міста, який був убитий під час першого штурму, тобто при захисті Бурко». Джованні Белломо натомість стверджує, що «Паоло Еріццо живим розпиляли та задушили його дочку».
Після повернення до Венеції, Канале був засуджений, оштрафований, позбавлений звання і засланий до Портогруаро.
Завоювання Негропонте стало важливим поворотним моментом у плані панування в Егейському морі. Захопивши найважливішу базу Венеції, свого найбільшого суперника на морі, османи стали панівною силою в Егейському морі. Після цього ареал наступної османської війни з Венецією (1499—1503) змістився з Егейського в Іонічне море і на південь Пелопоннесу
Родоські лицарі-госпітальєри залишалися єдиною перешкодою для османського флоту у східній частині Середземного моря. Власне, рівно через десять років після облоги Евбеї, в 1480 році, флот під командуванням Месії-паші спробував захопити Родос.
Османський флот, який зазнав поразки від венеційського флоту при Галліполі в 1415 році, за 50 років став потугою, еквівалентною Венеції. Насправді найбільш очевидним показником цієї ситуації було те, що венеційський флот під командуванням Нікколо да Канале уникав конфлікту з османським флотом під час облоги Евбеї. Ця кампанія стала першою великомасштабною операцією, спільно проведеною османською армією та флотом. Османський флот уперше провів операцію так далеко від своєї бази. Через п'ять років після захоплення Негропонте османський флот, діючи самостійно, без допомоги сухопутної армії, спромігся підкорити для османів Крим — подія, що стала дуже важливим поворотним моментом в історії регіону.
З захопленням Негропонте тривале османське протистояння з Венецією у Егейському морі та на Пелопоннесі переважно закінчилась. В 1474 році султан Мехмет Завойовник переніс театр протистояння з Венецією в Албанію і обложив Шкодер.